# Aleksandrou (wieś w obwodzie mohylewskim)
Aleksandrou (biał. Александроў; ros. Александров) – wieś na Białorusi, w obwodzie mohylewskim, w rejonie mohylewskim, w sielsowiecie Siemukaczy.